# Lock-Sport-Krock
Lock-Sport-Krock is het debuutalbum van Nikola Šarčević, de vocalist van de Zweedse punkband Millencolin. Het eerste nummer van het album, "Lovetrap", is als single uitgegeven.

## Nummers
1. "Lovetrap" - 3:15
2. "Viola" - 3:21
3. "Nobody Without You" - 3:33
4. "Lock-Sport-Krock" - 3:05
5. "Glue Girl" - 2:55
6. "You Make My World Go Around" - 2:17
7. "New Fool" - 3:18
8. "Goodbye I Die" - 3:40
9. "Mirror Man" - 2:34
10. "My Aim Is You" - 3:16
11. "Vila Rada" - 3:22